# 智利圣地亚哥大学
智利圣地亚哥大学 (西班牙語：Universidad de Santiago de Chile，简称) 是一所位于智利首都圣地亚哥的公立大学，也是智利最早的公立大学之一，其前身为1849年曼努埃爾·布爾內斯·普列托执政时代成立的美术与雕刻学院 (西班牙語：Escuela de Artes y Oficios)，1947年改为国立科技大学（西班牙語：Universidad Técnica del Estado）。1981年，在奥古斯托·皮诺切特执政时期，经高等教育改革成立了现在的圣地亚哥大学。

## 相关链接
- Official web site （页面存档备份，存于）

33°27′S 70°41′W / 33.450°S 70.683°W